# Sultans of Swing
"Sultans of Swing" é uma canção composta por Mark Knopfler e gravada pela banda britânica Dire Straits em seu álbum de estreia auto-intitulado.

## História
Mark Knopfler tirou o conceito da música ao assistir um show horrível de uma banda em Ipswich em uma noite muito chuvosa. Ele entrou no pub onde uma banda horrorosa estava fechando o seu ato para uma plateia de bêbados que nem percebia o que estava acontecendo ao seu redor. A infeliz banda terminou seu show com o cantor falando sem uma certa ironia: "Goodnight and thank you. We are the Sultans of Swing."
A música foi adicionada à lista 500 Songs that Shaped Rock and Roll (as 500 músicas que deram forma ao rock and roll) do The Rock and Roll Hall of Fame.

### Presença em "Os Gigantes Internacional"
Sultans of Swing foi incluída na trilha sonora internacional da novela "Os Gigantes", exibida pela TV Globo entre 1979/1980.